# Nörd-Brännmyrtjärnen
Nörd-Brännmyrtjärnen är en sjö i Norsjö kommun i Västerbotten och ingår i Skellefteälvens huvudavrinningsområde.